# Erebia leukophthalma
Erebia leukophthalma är en fjärilsart som beskrevs av Karl Schawerda. Erebia leukophthalma ingår i släktet Erebia och familjen praktfjärilar. Inga underarter finns listade i Catalogue of Life.